# Jardin botanique de Porrentruy

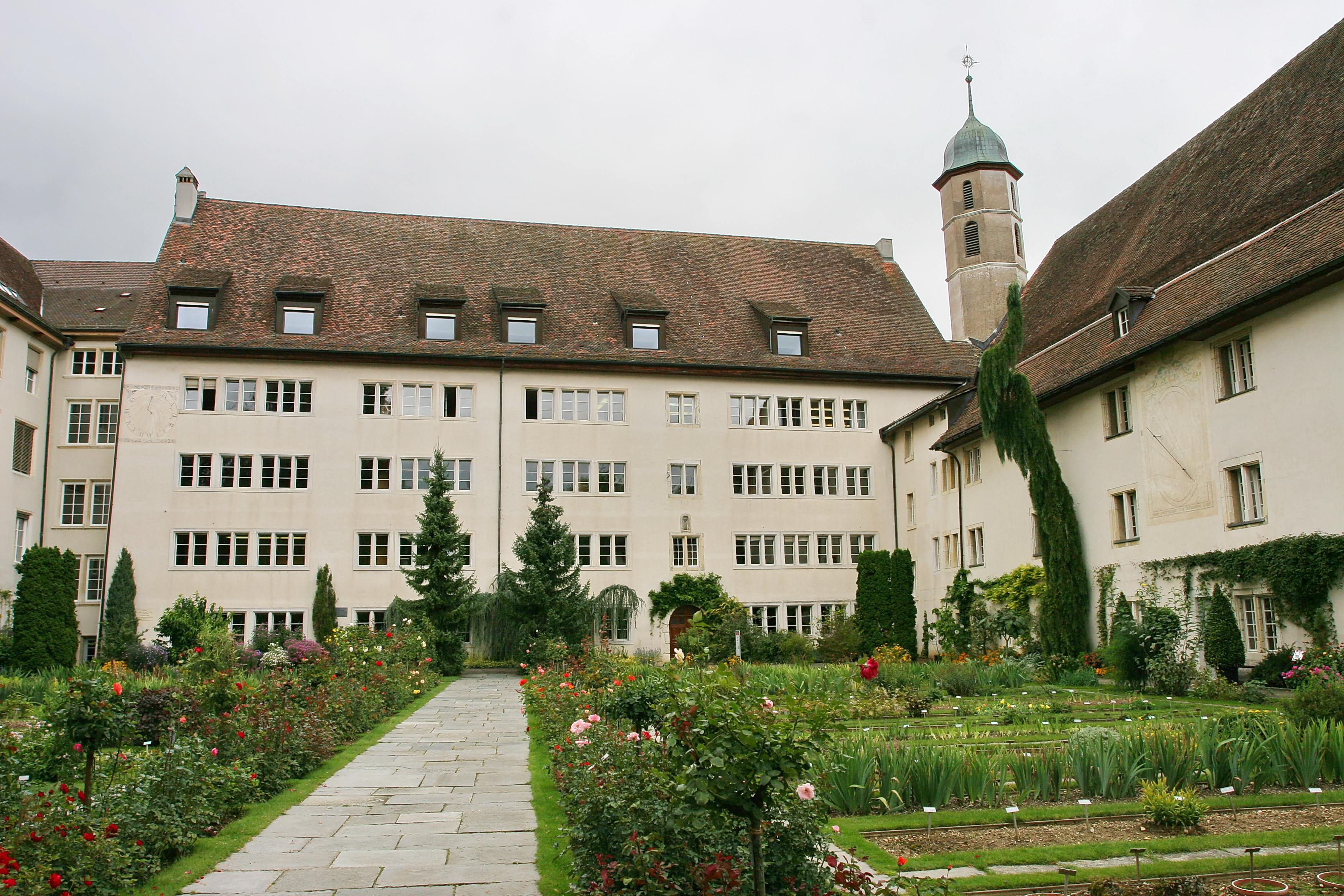
Jardin botanique de Porrentruy

Der Jardin botanique de Porrentruy ist ein botanischer Garten in der Stadt Porrentruy. Er gehört neben dem Botanischen Garten der Universität Basel zu den ältesten botanischen Gärten der Schweiz. 
Gegründet wurde er 1798 auf Anordnung aus Paris, nachdem die Helvetische Republik durch Frankreich annektiert worden und Porrentruy zur Hauptstadt des Département Mont-Terrible erhoben worden war. Der Botanische Garten ist heute Teil des Musée jurassien des sciences naturelles (MJSN; deutsch: Jurassisches Museum für Naturwissenschaften oder Naturmuseum Pruntrut).

## Geschichte
Im Frühjahr 1799 erfolgte eine erste Anlage auf Initiative und unter der Führung des damaligen Professors an der École centrale, des Priesters Antoine Lémane (1749–1818). Als Ort wurde das Gelände zwischen den Gebäuden der École centrale (dem heutigen Lycée cantonal) ausgewählt. Das Museum für Naturgeschichte in Paris stellte rund 240 Arten von Samen zur Verfügung. Am 17. April des Jahres genehmigte die Zentralverwaltung des Departements den Bau eines holländischen Gewächshauses am südlichen Ende des Gartens.
Diese Anlage blieb nur wenige Jahre erhalten. Erst 1832 erfolgte ein erneuter Anlauf, mit um die Hälfte reduzierter Fläche und dem Schwerpunkt auf der Vegetation des Jura. 1833 wurden die ersten Pflanzen ausgesät, die Bauarbeiten dauerten noch bis 1835. 1839 wurde der Garten vergrössert und das Gewächshaus saniert.
Nach dem Zweiten Weltkrieg wurde der Garten umgestaltet und in vier Bereiche aufgeteilt, 1961 neue Gewächshäuser errichtet. 1970 entstand ein Jura-Garten als Ersatz für das zuvor bestehende Alpinum.
1972 wurde der Botanische Garten komplett neu gestaltet. Er beherbergt heute die wichtigsten Pflanzenfamilien, über 80 verschiedene Rosensorten, mehr als 180 Schwertlilienarten- und sorten, eine Auswahl von Giftpflanzen und alten Gemüsesorten. Im sogenannten Juragarten sind über 800 Blütenpflanzenarten des Juragebirges zu sehen. Die Gewächshäuser beherbergen eine Auswahl der Flora der Tropen, darunter fleischfressende Pflanzen, Orchideen sowie Kakteen. In der ebenfalls zum Botanischen Garten gehörenden Parkanlage um das Jurassische Museum für Naturwissenschaften ist ein Arboretum mit alten Obstsorten aus der Ajoie angepflanzt. Am Eingang des Botanischen Gartens steht ein Foucault’sches Pendel.
Die ältesten Teile des Gartens stehen unter eidgenössischem Denkmalschutz, die übrigen unter kantonalem Denkmalschutz.